# Grande Prêmio de Abu Dhabi de 2024
O Grande Prêmio de Abu Dhabi de 2024 (oficialmente Formula 1 Etihad Airways Abu Dhabi Grand Prix 2024) foi uma corrida de Fórmula 1 realizada em 8 de dezembro de 2024 no Circuito de Yas Marina em Abu Dhabi, Emirados Árabes Unidos. Foi a vigésima quarta e última corrida do Campeonato Mundial de Fórmula 1 de 2024.

## Resumo

### Contexto
O evento será realizado no Circuito de Yas Marina, em Abu Dhabi, pela 16ª vez na história do circuito, no fim de semana de 6 a 8 de dezembro. O Grande Prêmio será a vigésima quarta e última rodada do Campeonato Mundial de Fórmula 1 de 2024 e a 16ª edição do Grande Prêmio de Abu Dhabi.
McLaren e Ferrari têm a oportunidade de garantir seu nono ou 17.º título do Campeonato Mundial de Construtores nesta prova, o primeiro desde 1998 para a McLaren, e o primeiro desde 2008 para a Ferrari. Um total de 44 pontos pode ser marcado por qualquer equipe. A Ferrari tem que superar a McLaren em pelo menos 22 pontos para ganhar o título.
Jack Doohan está escalado para substituir Esteban Ocon na Alpine depois que Ocon foi autorizado a pilotar pela Haas no teste de pós-temporada. Essa será a estreia de Doohan na Fórmula 1.
Três sessões de treino livre serão realizadas para o evento. A primeira sessão de treino livre será realizada em 6 de dezembro de 2024, às 13:30, horário local (UTC+4). A segunda sessão de treino livre será realizada no mesmo dia, às 17:00, horário local. A terceira sessão de treino será realizada em 7 de dezembro de 2024, às 14:30, horário local.
Durante a primeira sessão de treinos livres, quatro equipes escalaram pilotos alternativos que não correram em mais de dois Grandes Prêmios, conforme exigido pelo regulamento da Fórmula 1:
- Isack Hadjar pela Red Bull Racing no lugar de Max Verstappen.[7]
- Luke Browning pela Williams no lugar de Alexander Albon.[8]
- Felipe Drugovich pela Aston Martin no lugar de Lance Stroll.[9]
- Ryō Hirakawa pela McLaren no lugar de Oscar Piastri.[10]

Browning e Hirakawa estão prontos para fazer suas estreias nos treinos de Fórmula 1.
A fornecedora de pneus Pirelli disponibilizará os compostos de pneus C3, C4 e C5 (os três mais macios da sua linha), designados como duro, médio e macio, respectivamente, para as equipes usarem no evento.

### Qualificação

#### Q1
A primeira sessão teve 18 minutos. Os pilotos ligeiramente deixaram os boxes para as primeiras voltas de aquecimento de pneus, porém ainda sem abrir nenhuma volta rápida. Após seis minutos do início da sessão, Lance Stroll foi o primeiro a marcar tempo com 1min24s366 e logo voltou aos boxes.
Conforme o andar da sessão, os tempos de volta foram baixando. Sainz era o mais rápido com 1min23s487, do espanhol até o sexto colocado, todos os pilotos estavam separados por apenas 0s222. Pérez teve seu tempo de volta deletado. Mais tarde, a direção de prova devolveu a volta rápida de Pérez, que se colocou em terceiro lugar.
Restando pouco menos de 3 minutos para o encerramento do Q1, os pilotos estavam parados e saíam para a pista para as últimas voltas com pneus macios. Ao final do Q1 Leclerc, Bottas, Sainz, Verstappen e Gasly eram os cinco primeiros colocados. Os eliminados foram Albon, Zhou, Hamilton, Colapinto e Doohan.

#### Q2
A segunda sessão teve 15 minutos. Assim que o pit lane foi aberto, os pilotos logo deixaram os boxes para as voltas de aquecimento de pneu. Ainda nos primeiros minutos de sessão, a direção de prova informou que a saída dos boxes de Nico Hülkenberg seria investigada após o fim do classificatório, pois a mesma pode ter sido perigosa.
Verstappen foi o primeiro registrar volta rápida com 1min22s998. Norris vinha em segundo com 0s100 de desvantagem para o neerlandês. Faltando pouco mais de cinco minutos para o fim do Q2, Alonso, Stroll, Magnussen, Bottas e Gasly eram os cinco pilotos na zona de eliminação.
Após passar rapidamente pelos boxes, os pilotos retornaram a pista para os últimos giros nos segundos finais. Verstappen ainda tinha o melhor tempo, entretanto o piloto já estava fora do carro e já havia tirado capacete, indicando que não voltaria à sessão. Hülkenberg aparecia em segundo a apenas 0s042 do neerlandês.
Na bandeira quadriculada, Leclerc cravou o melhor tempo e saltou para a primeira colocação, porém teve a volta deletada por não ter respeitado os limites de pista e caiu para a 14.ª colocação.
Os eliminados foram: Tsunoda, Lawson, Stroll, Leclerc e Magnussen.

#### Q3
Assim que os boxes se abriram no Q3, quase todos os pilotos foram para a pista, com exceção de Bottas, que seguiu parado. Nesta primeira parte, todos escolheram utilizar os pneus macios.
Verstappen marcou sua volta rápida e, com 1min22s945, foi para o topo da tabela, mesmo chegando a errar e perder a traseira do carro pouco antes de cruzar a linha de chegada. O neerlandês perdeu 0s190 com este erro. Com cinco minutos para o final, Piastri e Bottas ainda estavam sem uma volta rápida marcada.
Na bandeira quadriculada, Norris conquistou a última pole position do ano. Piastri completou a primeira fila da McLaren, com Sainz, Hülkenberg e Verstappen formando o Top 5.
Horas depois do fim da classificação, os comissários revisaram um caso na saída dos boxes e puniram Hülkenberg por ultrapassar dois carros dentro do pit lane, sendo punido com três posições no grid de largada. Sendo assim, Hülkenberg largará da P7.

### Corrida
Na largada, Norris manteve a liderança, enquanto logo atrás, Piastri e Verstappen colidiram. Verstappen colocou o carro no lado de dentro da curva 1 e tocou na roda dianteira esquerda de Piastri, que rodou na área de escape. Verstappen também ficou atravessado na pista, porém conseguiu voltar ao traçado. Piastri, por sua vez, caiu para a última posição.

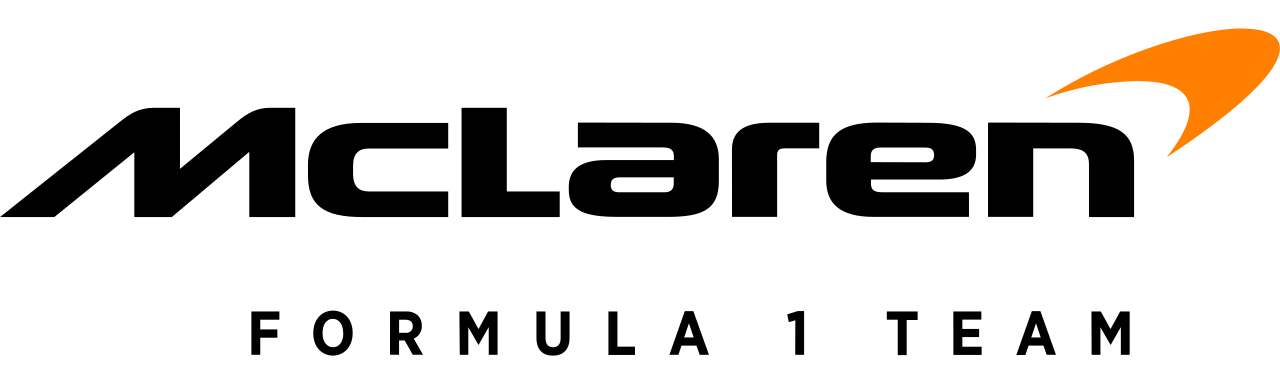
McLaren sagrou-se campeã do Mundial de Construtores

Pérez foi fechado por Magnussen e Bottas e rodou na curva 7. Pérez abandonou a prova e ainda causou um carro de segurança virtual.
Pela batida na largada, Verstappen levou 10 segundos de punição. Já Piastri, não foi punido pela largada, porém ele tocou a traseira do carro de Colapinto e furou o pneu do argentino da Williams, na volta 4, e também recebeu 10 segundos de punição. Bottas recebeu a mesma penalização pelo contato que fez Pérez rodar.
Leclerc largou em 19.º, porém, com uma ótima largada saltou para oitavo ainda na primeira volta. Ele ultrapassou em uma única curva cinco carros de uma só vez.
Assim que a direção de prova tirou o carro de segurança virtual, Norris reagiu rápido e abriu vantagem para Sainz de mais de 2 segundos. Sainz precisou de defender do avanço de Russell e Gasly, que disputavam o terceiro lugar.
Na volta 15, Gasly fez seu pit stop para troca de pneus. A essa altura, Leclerc já era 4.º colocado. Russell fez seu pit stop na volta 21, o que deixou Leclerc em 3.º. Sainz fez sua parada na volta 26 e trocou os pneus médios pelos duros. O líder, Norris, parou na volta seguinte, Sainz retornou à vice-liderança apesar da diferença um pouco menor. Na volta 30, Verstappen entrou nos boxes e cumpriu os 10 segundos de penalização antes da troca, voltando em 11º. Piastri parou na volta 33 e também pagou sua punição. Hamilton parou apenas na volta 35.
Faltando dez voltas para o final, a diferença entre Norris e Sainz era de 5s7. Já Leclerc estava 21s atrás da dupla. Piastri fez uma corrida de recuperação e assumiu o décimo lugar nas voltas finais, garantindo mais um ponto para McLaren. A prova terminou com Norris em primeiro, Saniz em segundo e Leclerc em terceiro. A Ferrari marcou 33 pontos contra 26 da McLaren, mas não foi o suficiente para garantir o Mundial de Construtores.

## Resultados

### Treino classificatório
| Pos.                | Nº | Piloto           | Construtor                 | Q1       | Q2       | Q3       | Grid |
| ------------------- | -- | ---------------- | -------------------------- | -------- | -------- | -------- | ---- |
| 1                   | 4  | Lando Norris     | McLaren-Mercedes           | 1:23.682 | 1:23.098 | 1:22.595 | 1    |
| 2                   | 81 | Oscar Piastri    | McLaren-Mercedes           | 1:23.640 | 1:23.199 | 1:22.804 | 2    |
| 3                   | 55 | Carlos Sainz Jr. | Ferrari                    | 1:23.487 | 1:22.985 | 1:22.824 | 3    |
| 4                   | 27 | Nico Hülkenberg  | Haas-Ferrari               | 1:23.722 | 1:23.040 | 1:22.886 | 7    |
| 5                   | 1  | Max Verstappen   | Red Bull Racing-Honda RBPT | 1:23.516 | 1:22.998 | 1:22.945 | 4    |
| 6                   | 10 | Pierre Gasly     | Alpine-Renault             | 1:23.548 | 1:23.086 | 1:22.984 | 5    |
| 7                   | 63 | George Russell   | Mercedes                   | 1:23.678 | 1:23.283 | 1:23.132 | 6    |
| 8                   | 14 | Fernando Alonso  | Aston Martin-Mercedes      | 1:23.794 | 1:23.268 | 1:23.196 | 8    |
| 9                   | 77 | Valtteri Bottas  | Kick Sauber-Ferrari        | 1:23.481 | 1:23.341 | 1:23.204 | 9    |
| 10                  | 11 | Sergio Pérez     | Red Bull Racing-Honda RBPT | 1:23.559 | 1:23.379 | 1:23.264 | 10   |
| 11                  | 22 | Yuki Tsunoda     | RB-Honda RBPT              | 1:23.735 | 1:23.419 | N/A      | 11   |
| 12                  | 30 | Liam Lawson      | RB-Honda RBPT              | 1:23.733 | 1:23.472 | N/A      | 12   |
| 13                  | 18 | Lance Stroll     | Aston Martin-Mercedes      | 1:23.729 | 1:23.784 | N/A      | 13   |
| 14                  | 16 | Charles Leclerc  | Ferrari                    | 1:23.302 | 1:23.833 | N/A      | 19   |
| 15                  | 20 | Kevin Magnussen  | Haas-Ferrari               | 1:23.632 | 1:23.877 | N/A      | 14   |
| 16                  | 23 | Alexander Albon  | Williams-Mercedes          | 1:23.821 | N/A      | N/A      | 18   |
| 17                  | 24 | Zhou Guanyu      | Kick Sauber-Ferrari        | 1:23.880 | N/A      | N/A      | 15   |
| 18                  | 44 | Lewis Hamilton   | Mercedes                   | 1:23.887 | N/A      | N/A      | 16   |
| 19                  | 43 | Franco Colapinto | Williams-Mercedes          | 1:23.912 | N/A      | N/A      | 20   |
| 20                  | 61 | Jack Doohan      | Alpine-Renault             | 1:24.105 | N/A      | N/A      | 17   |
| 107% time: 1:29.133 |    |                  |                            |          |          |          |      |
| Fontes:             |    |                  |                            |          |          |          |      |

### Corrida
| Pos.                                                                    | Nu. | Piloto           | Construtor                 | Voltas | Tempo/Retirado    | Grid | Pontos |
| ----------------------------------------------------------------------- | --- | ---------------- | -------------------------- | ------ | ----------------- | ---- | ------ |
| 1                                                                       | 4   | Lando Norris     | McLaren-Mercedes           | 58     | 1:26:33.291       | 1    | 25     |
| 2                                                                       | 55  | Carlos Sainz Jr. | Ferrari                    | 58     | +5.832            | 3    | 18     |
| 3                                                                       | 16  | Charles Leclerc  | Ferrari                    | 58     | +31.928           | 19   | 15     |
| 4                                                                       | 44  | Lewis Hamilton   | Mercedes                   | 58     | +36.483           | 16   | 12     |
| 5                                                                       | 63  | George Russell   | Mercedes                   | 58     | +37.538           | 6    | 10     |
| 6                                                                       | 1   | Max Verstappen   | Red Bull Racing-Honda RBPT | 58     | +49.847           | 4    | 8      |
| 7                                                                       | 10  | Pierre Gasly     | Alpine-Renault             | 58     | +1:12.560         | 5    | 6      |
| 8                                                                       | 27  | Nico Hülkenberg  | Haas-Ferrari               | 58     | +1:15.554         | 7    | 4      |
| 9                                                                       | 14  | Fernando Alonso  | Aston Martin-Mercedes      | 58     | +1:22.373         | 8    | 2      |
| 10                                                                      | 81  | Oscar Piastri    | McLaren-Mercedes           | 58     | +1:23.821         | 2    | 1      |
| 11                                                                      | 23  | Alexander Albon  | Williams-Mercedes          | 57     | +1 lap            | 18   |        |
| 12                                                                      | 22  | Yuki Tsunoda     | RB-Honda RBPT              | 57     | +1 lap            | 11   |        |
| 13                                                                      | 24  | Zhou Guanyu      | Kick Sauber-Ferrari        | 57     | +1 lap            | 15   |        |
| 14                                                                      | 18  | Lance Stroll     | Aston Martin-Mercedes      | 57     | +1 lap            | 13   |        |
| 15                                                                      | 61  | Jack Doohan      | Alpine-Renault             | 57     | +1 lap            | 17   |        |
| 16                                                                      | 20  | Kevin Magnussen  | Haas-Ferrari               | 57     | +1 lap            | 14   |        |
| 17                                                                      | 30  | Liam Lawson      | RB-Honda RBPT              | 55     | Freios            | 12   |        |
| Ret                                                                     | 77  | Valtteri Bottas  | Kick Sauber-Ferrari        | 30     | Dano após colisão | 9    |        |
| Ret                                                                     | 43  | Franco Colapinto | Williams-Mercedes          | 26     | Motor             | 20   |        |
| Ret                                                                     | 11  | Sergio Pérez     | Red Bull Racing-Honda RBPT | 0      | Colisão           | 10   |        |
| Volta Mais Rápida: Kevin Magnussen (Haas-Ferrari) – 1:25.637 (volta 57) |     |                  |                            |        |                   |      |        |
| Fontes:                                                                 |     |                  |                            |        |                   |      |        |

## Voltas na liderança
| Nº de Voltas | Piloto       | Voltas |
| ------------ | ------------ | ------ |
| 58           | Lando Norris | 1-58   |

## Curiosidade
- Última corrida de Sergio Pérez, Valtteri Bottas, Guanyu Zhou, Kevin Magnussen e Franco Colapinto na Fórmula 1.
- Última corrida de Lewis Hamilton na Mercedes.
- Última corrida de Carlos Sainz Jr. na Ferrari.
- Última corrida de Nico Hülkenberg na Haas.
- Última de corrida de Liam Lawson na Visa Cash App RB.
- Primeira corrida de Jack Doohan na Fórmula 1. Filho do pentacampeão (1994, 1995, 1996, 1997, 1998) da MotoGP, Mick Doohan

## Tabela final do campeonato após a última corrida
|        | Pos. | Piloto           | Pontos |
| ------ | ---- | ---------------- | ------ |
|        | 1    | Max Verstappen   | 437    |
|        | 2    | Lando Norris     | 374    |
|        | 3    | Charles Leclerc  | 356    |
|        | 4    | Oscar Piastri    | 292    |
|        | 5    | Carlos Sainz Jr. | 290    |
| Fonte: |      |                  |        |

|        | Pos. | Construtor                 | Pontos |
| ------ | ---- | -------------------------- | ------ |
|        | 1    | McLaren-Mercedes           | 666    |
|        | 2    | Ferrari                    | 652    |
|        | 3    | Red Bull Racing-Honda RBPT | 589    |
|        | 4    | Mercedes                   | 468    |
|        | 5    | Aston Martin-Mercedes      | 94     |
| Fonte: |      |                            |        |